# Josef Peck
Josef Peck (* 28. April 1925 in Andau; † 3. Februar 1997 ebenda) war ein österreichischer Landwirt, Fassbinder und Politiker (SPÖ). Er war Abgeordneter zum Burgenländischen Landtag und Abgeordneter zum Nationalrat.

## Leben
Peck wurde als Sohn des Landwirts Johann Peck aus Andau geboren. Er besuchte die Volksschule in Andau und war danach in der Landwirtschaft und im Weinbetrieb tätig. Er war zwischen 1942 und 1945 im Reichsarbeitsdienst und in der deutschen Wehrmacht eingesetzt. 1950 wurde er Fassbindermeister.
Peck war verheiratet.

## Auszeichnungen
- 1976 wurde Peck zum Ökonomierat ernannt.

## Politik
Peck war 1962 Gemeindekassier von Andau und hatte zwischen 1963 und 1992 das Amt des Bürgermeisters inne. Peck war zudem ab 1968 Kammerrat und von 1985 bis 1993 Dritter Präsident der Burgenländischen Landwirtschaftskammer. Zudem hatte Peck zwischen 1980 und 1988 das Amt des SPÖ-Obmanns des Bezirks Neusiedl am See inne. Des Weiteren war Peck Mitglied des Landesparteivorstandes und des Landespräsidiums der SPÖ Burgenland sowie Vizepräsident des Burgenländischen Gemeindevertreterverbandes. Peck war vom 17. April 1968 bis zum 6. Juli 1981 Abgeordneter zum Burgenländischen Landtag und war zwischen dem 1. Juli 1981 und dem 31. Dezember 1989 Abgeordneter zum Nationalrat.